# Канонічні координати
Канонічні координати — незалежні параметри в гамільтоновому формалізмі класичної механіки. Позначають їх зазвичай як {\displaystyle q_{i}} и {\displaystyle p_{i}}.
Канонічні координати задовольняють фундаментальним співвідношенням, вираженим через дужки Пуассона:
{\displaystyle \{q_{i},q_{j}\}=0\qquad \{p_{i},p_{j}\}=0\qquad \{q_{i},p_{j}\}=\delta _{ij}}
Канонічні координати можна отримати з узагальнених координат лагранжевої механіки за допомогою перетворень Лежандра або з іншої множини канонічних координат за допомогою канонічних перетворень. Якщо гамильтоніан визначений на кодотичному розшаруванні, то узагальнені координати пов'язані з канонічними координатами за допомогою рівнянь Гамільтона — Якобі.
Хоча може існувати багато варіантів вибору канонічних координат фізичної системи, зазвичай вибираються параметри, які зручні для опису конфігурації системи і які спрощують розв'язок рівнянь Гамільтона.